# Paratomapoderus rufus
Paratomapoderus rufus es una especie de coleóptero de la familia Attelabidae.

## Distribución geográfica
Habita en Guinea.